# 迈松塞勒佩尔韦
迈松塞勒佩尔韦（法語：Maisoncelles-Pelvey，法語發音：[mɛzɔ̃sɛl pɛlvɛ] ⓘ）是法国卡尔瓦多斯省的一个市镇，属于卡昂区。

## 地理
迈松塞勒佩尔韦（49°3'25"N, 0°40'27"W）面积5.4 平方千米，位于法国诺曼底大区卡爾瓦多斯省，该省份为法国西北部沿海省份，北濒大西洋英吉利海峡，东北与滨海塞纳省以海上边界相接，东临厄尔省，南至奧恩省，西与芒什省接壤。
与迈松塞勒佩尔韦接壤的市镇（或旧市镇、城区）包括：奥东河畔埃皮奈、隆维莱尔、特拉西博卡日、维莱博卡日、瑟利讷。

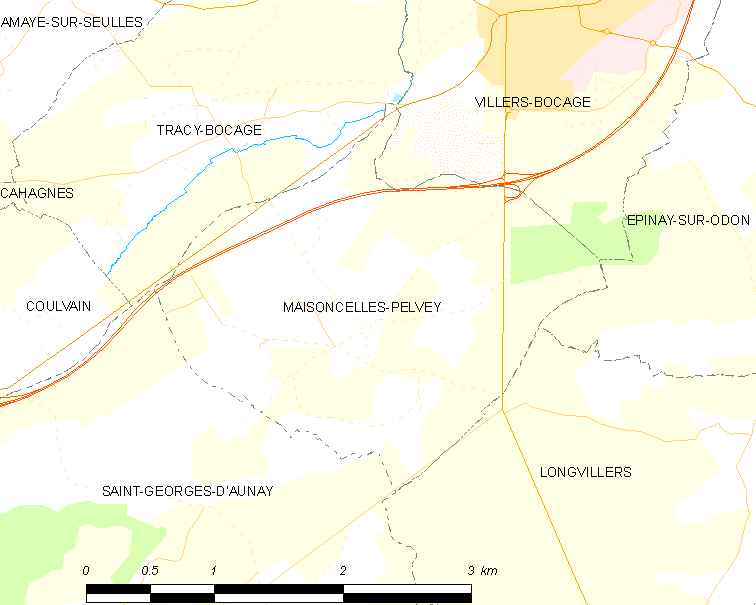
迈松塞勒佩尔韦的OSM定位图

迈松塞勒佩尔韦的时区为UTC+01:00、UTC+02:00（夏令时）。

## 行政
迈松塞勒佩尔韦的邮政编码为14310，INSEE市镇编码为14389。

## 政治
迈松塞勒佩尔韦所属的省级选区为莱蒙多奈县。

## 人口

1962-2008年间迈松塞勒佩尔韦人口变化图示

迈松塞勒佩尔韦于2022年1月1日时的人口数量为251人。